# Martin Kramara
Martin Kramara (* 4. dubna 1978, Bytča, Slovensko) je slovenský římskokatolický kněz, v letech 2014 - 2022 mluvčí Konference biskupů Slovenska, nyní generální vikář Diecéze žilinské.
Pochází ze slovenské Bytče. Po skončení studia na Phillipsově akademii v Andoveru v americkém Massachusetts v roce 1996 se vrátil na Slovensko a vstoupil do Kněžského semináře sv. Gorazda v Nitře. Po kněžském svěcení, které přijal 21. června 2003, působil nejprve jako ceremoniář nitranského biskupa Jána Chryzostoma kardinála Korce a od roku 2005 jako farní vikář v Žilině. Roku 2007 získal titul Mgr. z morální teologie na Univerzitě Komenského v Bratislavě a byl vyslán studovat na Papežskou univerzitu sv. Kříže v Římě. Po skončení studia v roce 2011 se stal duchovním správcem Slovenské katolické misie v Římě, roku 2013 začal pracovat v bratislavské Tiskové kanceláři KBS jako její redaktor a současně byl ustanoven výpomocným duchovním v Bratislavě-Dúbravce. Od 1. prosince 2014 nahradil Jozefa Kováčika ve funkci mluvčího Konference biskupů Slovenska. Od 1. července 2022 byl jmenován přímým zástupcem biskupa Tomáše Galise, jako generální vikář Diecéze žilinské.